# Municipio de Claibourne (Ohio)
El municipio de Claibourne (en inglés: Claibourne Township) es un municipio ubicado en el condado de Union en el estado estadounidense de Ohio. En el año 2010 tenía una población de 3519 habitantes y una densidad poblacional de 39,15 personas por km².

## Geografía
El municipio de Claibourne se encuentra ubicado en las coordenadas 40°24′58″N 83°19′47″O / 40.41611, -83.32972. Según la Oficina del Censo de los Estados Unidos, el municipio tiene una superficie total de 89.88 km², de la cual 89,25 km² corresponden a tierra firme y (0,71 %) 0,63 km² es agua.

## Demografía
Según el censo de 2010, había 3519 personas residiendo en el municipio de Claibourne. La densidad de población era de 39,15 hab./km². De los 3519 habitantes, el municipio de Claibourne estaba compuesto por el 98,66 % blancos, el 0,28 % eran afroamericanos, el 0,14 % eran amerindios, el 0,09 % eran asiáticos, el 0,17 % eran de otras razas y el 0,65 % eran de una mezcla de razas. Del total de la población el 0,54 % eran hispanos o latinos de cualquier raza.